# مصطفی کرشوم
مصطفی کرشوم (انگلیسی: Mustafa Karshoum؛ زادهٔ ۶ دسامبر ۱۹۹۲) بازیکن فوتبال اهل سودان است.
وی همچنین در تیم ملی فوتبال سودان بازی کرده‌است.